# Faustdick
Faustdick ist eine deutsche Independent-Film-Komödie von Andreas Kröneck aus dem Jahr 2020. Produziert wurde der Film vom Heilbronner Studio HNYWOOD in Zusammenarbeit mit Heklau 3D. Es handelte sich dabei um den ersten Spielfilm der Produktionsfirma.

## Handlung
Der Lebemann Patrick Bruckner schuldet einem Kredithai Geld. Unter Druck verfängt sich Patrick schnell in einem Netz seiner Lügen: Er hat schließlich behauptet, das Geld für seinen Lebenstraum – einen Filmdreh – ausgegeben zu haben. Doch dieser hat in Wahrheit nie stattgefunden. Nun gibt es ein Ultimatum: Geld oder Film. In drei Wochen.
Patrick entwickelt einen Plan, wie er in drei Wochen ohne nennenswertes Geld einen Film drehen will. Dafür rekrutiert er seine Ex-Freundin Lilli Henkel – eine gescheiterte Schauspielerin. Als gefälschte Theaterpädagogen möchten sie eine Weiterbildungsmaßnahme für Arbeitssuchende anbieten. Die Arbeitssuchenden sollen – natürlich unwissentlich – als Darsteller des Films missbraucht, die Dreharbeiten als Übungen und Workshops getarnt werden.
Die Teilnehmer des Workshops sind bunt gemischt: Dabei sind Anne Kerner, eine eigenbrötlerische Schwäbin, die nach einem tragischen Schicksalsschlag einen Neustart in ihrem Leben machen muss. Dietmar Uhlig, ein hoch motivierter Sachse mit einem »dunklen« Geheimnis, Evi-Kiara Tix, eine nicht ganz in sich ruhende Esoterikerin, Cemil Coç, ein introvertierter, türkischstämmiger Akademiker und Jessica Mende, ein rebellisches Emo-Girl. Zuletzt gibt es noch Flores, ein stets gut gelaunter portugiesischer Reisbauer, der kein Wort Deutsch versteht und versehentlich im falschen Kurs gelandet ist. Hans-Peter Thorwald arbeitet bei einer Consultingfirma und soll diesen Kurs überwachen, was den geplanten Filmdreh zu gefährden scheint. Über die Tage hinweg finden Patrick und Lilli jedoch mit Abführtropfen einen Weg, ihn vom Seminar fernzuhalten.
Goethes Faust soll den Kurs fortan inhaltlich und vor allem filmisch begleiten wird. Stark interpretiert soll aus dem Klassiker ein trashiger Horrorfilm mit dem Titel Goethes Killerfaust 3D gedreht werden. Während der chaotischen Dreharbeiten verlieben sich Patrick und Lilli, Evi und Cemil sowie Anne und Jessi ineinander.
An einem der letzten Abende fliegt der bis jetzt erfolgreiche Plan von Patrick auf. Von der Gruppe konfrontiert, flieht Patrick und lässt alle zurück. Thorwald, der nun alles über die Kursteilnehmer sowie Lilli und Patrick herausgefunden hat, nutzt die Informationen, um die Gruppe damit zu erpressen. Doch aus der einstigen Ansammlung von Einzelgängern ist inzwischen eine Gemeinschaft geworden, die Thorwald überlisten und schließlich öffentlich für seinen Taten bloßstellen kann. Es kommt zu einem Deal, scheinbar ohne einen Gewinner.
Doch die überraschende Wendung kommt ein paar Wochen später. Die Liebenden finden sich und die Kursteilnehmer werden zu Freunden, zu einer Ersatzfamilie – die sich am Ende unverhofft ins nächste Abenteuer aufmacht.

## Produktion
Der Film wurde 2019 unter dem Arbeitstitel Goethe sein Faust in und um Heilbronn gedreht (Drehzeit etwa zwei Monate). Drehorte waren Tagungs- und Schulungsräume der Innovationsfabrik, die Neckarpromenade, verschiedene Restaurants und das Alte Theater Sontheim.
Die Filmmusik wurde in Heilbronn komponiert und produziert, eingespielt mit Künstlern aus der Region.
Uraufgeführt wurde die Mischung aus Komödie und Liebesfilm am 5. Mai 2020 im Autokino Heilbronn. Danach war der Film von Süd- bis Norddeutschland in 25 Autokinos zu sehen, zumal pandemiebedingt im Sommer 2020 neue Filme Mangelware waren. Er lief unter anderem in Speyer, Remscheid, Leipzig, Worms und Baden-Baden.

## Kritiken
„Eine Gute-Laune-Komödie mit viel Herz und Verrücktheit.“ So beschreibt Daniel Hagmann von echo24.de den Film. Gerade während der COVID-19-Pandemie habe die Komödie die Zuschauer begeistert. Dabei verbreite der Film nicht nur Feel-Good-Stimmung, sondern funktioniert auf mehreren Ebenen, urteilt Daniel Hagmann: „Einerseits ist die Handlung wendungsreich, spannend, wartet mit jeder Menge Humor und liebenswerten Figuren auf. Und darüber hinaus liefert der Film […] auch Denkanstöße, um über Themen wie Vorurteile, Integration und Behörden-Maßnahmen gegenüber Arbeitslosen neu nachzudenken – ohne dabei allerdings schwere Kost zu bieten oder gar den mahnenden Zeigefinger zu erheben.“
Im Speyer-Kurier wird der Film als kurzweilig und temporeich beschrieben. Faustdick sei eine „Liebeserklärung an das gemeinsame kreative Schaffen – und die Ersatzfamilie, die sich dabei häufig findet.“

## Nominierungen
Der Film wurde für den Indie Award bei den Independent Days in Karlsruhe als bester Langfilm nominiert.